# Люблинский (Воронежская область)
Люблинский — обезлюдевший посёлок в Бобровском районе Воронежской области России. Входит в состав Юдановского сельского поселения. Фактически урочище.

## История
Возник в 1920 году переселенцами из сёл Коршево и Верхний Икорец. На карте 1941 года генштаба РККА юга России населённый пункт указан как Люблино. В 50-е годы XX века укрупнялись колхозы, посёлок попал в число неперспективных. К 1982 расселён.

## География
Находится в центральной части Воронежской области, при автодороге 20Н-6-2, в долине реки Икорец (левый приток Дона), примерно в 2 км к югу от села Юдановка, центра сельского поселения.

## Население
| 2000 | 2005 | 2010 |
| ---- | ---- | ---- |
| 1    | ↘0   | →0   |

## Инфраструктура
Было личное подсобное хозяйство с зоной сельскохозяйственного использования, индивидуальная застройка усадебного типа.

## Транспорт
Люблинский доступен автотранспортом.